# Лајмстоун (Флорида)
Лајмстоун (енгл. Limestone) насељено је место без административног статуса у америчкој савезној држави Флорида.

## Демографија
По попису из 2010. године број становника је 132.
| Група             | 2000.    | 2010.      |
| Белци             | 0 (0,0%) | 86 (65,2%) |
| Афроамериканци    | 0 (0,0%) | 27 (20,5%) |
| Азијати           | 0 (0,0%) | 3 (2,3%)   |
| Хиспаноамериканци | 0 (0,0%) | 12 (9,1%)  |
| Укупно            | 0        | 132        |